# 中國透雲
中國透雲科技集團有限公司 簡稱中國透雲, 前稱中國新進控股有限公司，以及中國新進（英語：China Opto Holdings Limited，港交所：1332），於1989年由林孝文醫生（主席）等人創辦「確利達包裝實業有限公司」。公司於2017年2月改名為中國透雲。

## 管理層
- 執行董事[2]
  - 王亮先生（主席）
  - 杜東先生
  - 老元華先生
- 非執行董事
  - 陳輝先生
- 獨立非執行董事
  - 張榮平先生
  - 夏其才先生
  - 杜成泉先生

## 歷史
該公司曾在1999年4月30日於港交所上市，其後被渝港國際有限公司收購，把旗下「重慶中渝物業發展有限公司」注入，2007年1月10日，被中渝置地控股有限公司取代上市，其後再在2012年分拆，則在7月12日上市，根據招股書資料，招股價為1.59港元，發行新股為14,375,999 股，而集資額為0.23億港元。
前身為「確利達國際控股有限公司」和「中國光電控股集團有限公司」。

## 業務
業務生產及銷售各類包裝產品，除此之外，還經營LED照明、清洁能源、净化环保等行業。
總部位於香港北角馬寶道28號華匯中心7樓。
2015年4月20日，該公司附屬公司Highup Global Limited，以總代價496,250,000港元，收購從事經營發光二極體產品的龍飛集團有限公司。
2017年2月,公司成功改名為中國透雲, 亦向市場發出訊息，公司逐步改型。業務由傳統包裝盒行業, 開始增加在早前收購的二維碼產品包裝和解決方案業務。2016年12月中國透雲透過在其客戶中糧福臨門所應用的一物一碼數字營銷方案, 得到市場肯定, 並贏取了21世紀中國企業最佳商業模式創新獎。

## 連結
- 官網（页面存档备份，存于）
- qualipakhk.com（页面存档备份，存于）
- chinaopto.com.hk